# Sibilla Appenninica
(Andrea da Barberino, Guerrino detto il Meschino, libro V, cap. 145)
La Sibilla Appenninica (detta anche Sibilla Picena o Sibilla di Norcia) è una figura dell'immaginario collettivo diffusasi a partire dal Medioevo nell'area montana del Piceno e di Norcia, in particolare appunto sui Monti Sibillini, ai quali questa ha dato il nome.
Nei testi medievali si parla di Sibilla o Regina Sibilla, la cui dimora è collocata sulle montagne tra Norcia e Montemonaco; mentre la definizione di Sibilla Appennina compare per la prima volta solo nel 1938, nel libro di Augusto Vittori Montemonaco nel Regno della Sibilla Appennina, con prefazione di Fernand Desonay.
Probabilmente a causa di complessi processi di sincretismo culturale e letterario viene identificata come sibilla; ma in realtà essa non rientra nel canone delle dieci Sibille classiche riportato da Varrone.

## Leggenda e letteratura
Secondo la leggenda popolare, la Sibilla è una maga, incantatrice e indovina; regina di un mondo sotterraneo paradisiaco al quale si accede attraverso la grotta che si apre sulla vetta del Monte Sibilla.
Le prime fonti scritte riguardanti questa leggenda risalgono al basso medioevo; i testi che contribuiscono alla definizione della figura della Sibilla Appenninica come la si conosce oggi sono fondamentalmente due:
- Il Paradiso della Regina Sibilla (Le Paradis de la Reine Sibylle in La Salade), Antoine de La Sale, 1420
- Il Guerrin Meschino, Andrea da Barberino, steso intorno al 1410, ma stampato postumo solo nel 1473

Le due opere quattrocentesche riportano per iscritto voci e racconti provenienti dalla tradizione orale locale del tempo, delle cui origini non si hanno però ulteriori notizie, in quanto dal I secolo fino al Medioevo non esiste ancora alcun tipo di fonte storica o riferimento archeologico che possa aiutare nella ricostruzione dei processi culturali avvenuti in quel periodo.
Altri aspetti e prerogative della Sibilla e delle sue damigelle, identificate nel folklore come fate, si apprendono dai racconti degli anziani di Montegallo, Montemonaco, Montefortino, Castelsantangelo sul Nera, Norcia, raccolti e messi per iscritto nel corso del XX secolo da molti autori, umbro marchigiani e non.

### Il racconto di Antoine de La Sale

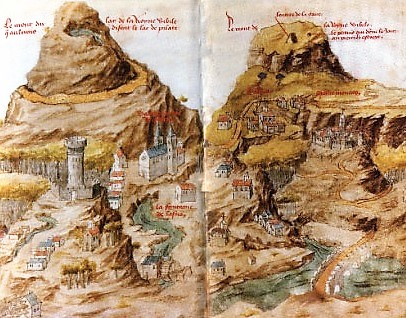
Illustrazione del 1420 di Antoine de La Sale, raffigurante il Vettore e il Lago di Pilato, e la Sibilla con la sua grotta.

Il gentiluomo francese Antoine de la Sale, in un capitolo de La Salade, redige la relazione di un viaggio che egli compì in Italia nella primavera del 1420, durante il quale visitò Montemonaco e la grotta del Monte Sibilla.
Lo scritto è dedicato alla duchessa Agnese di Borgogna (moglie di Carlo I di Borbone, sorella di Filippo il Buono, principessa Borgogna), alla quale l'autore sta inviando il suo resoconto per onorare una promessa fatta: da questo si evincerebbe la curiosità di detta signora di conoscere meglio la leggenda sul lago e la grotta dei Monti Sibillini, della quale era già a conoscenza per averli veduti raffigurati in un arazzo in suo possesso.
De La Sale descrive innanzitutto i luoghi e la prima parte accessibile della grotta, che egli stesso ha verosimilmente esplorato; poi riporta i racconti orali degli abitanti di Montemonaco (tra cui un sacerdote, tale Antonio Fumato) i quali narrano di varie spedizioni all'interno della grotta, più o meno fantastiche, compiute dagli abitanti locali e da un cavaliere tedesco e il suo scudiero che si avventurarono nella grotta giungendo al paradiso della Sibilla.

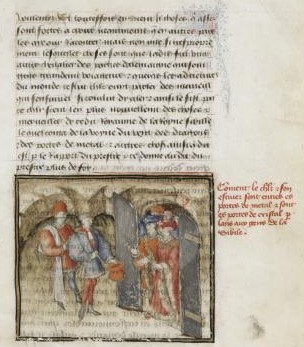
Il cavaliere tedesco e il suo scudiero sulla soglia del Regno della Sibilla

Entrati nella grotta tramite uno stretto pertugio in parte occluso da una roccia, si giunge facilmente ad un primo vano quadrato dove tutt'intorno vi sono dei sedili intagliati nella roccia delle pareti. Da questa stanza si prosegue solo scendendo per stretti e ripidi cunicoli, i quali scoraggiarono de La Sale, che non proseguì oltre.
Tuttavia, dai racconti degli abitanti di Montemonaco, si apprende che questi cunicoli scendano per circa tre miglia per poi allargarsi in un ampio corridoio, fino a giungere ad una fessura dalla quale scaturisce un vento procelloso che ricaccia indietro anche i più audaci; quindici tese oltre la vena del vento la corrente d'aria cessa, dopodiché, proseguendo per ancora altre tre tese, si arriva sul ciglio di un baratro senza fondo dove scorre un fiume fragorosissimo, attraversabile solo tramite un ponte di materia indefinita, lunghissimo e non più largo di un piede. Ma come per incanto, appena imboccato il ponte questo si allarga e l'abisso si rimpicciolisce sempre più, finché ci si trova in una galleria fantasmagorica attraversata da una strada comodissima. Al termine della strada si trovano due statue di dragoni dagli occhi fiammeggianti che illuminano tutt'intorno; superati i dragoni si prosegue per ancora cento passi lungo un corridoio strettissimo, fino ad uno spiazzo quadrangolare dove si trovano due porte di metallo che sbattono violentemente l'una contro l'altra rischiando di schiacciare chi dovesse tentare di attraversarle.
Oltre le porte metalliche vi è una porta fastosissima e luminosissima che immette nel regno della Sibilla, la quale accoglie festosa l'intrepido viaggiatore insieme ad una moltitudine di soavi damigelle e giovani, tra lo sfolgorio abbagliante di vesti e gioielli.
Coloro che abitano nella grotta imparano a comprendere tutte le lingue del mondo dopo nove giorni, e dopo trecento giorni sanno parlarle tutte. Ed essi restano immortali fino alla fine dei tempi.
Chi entra nella grotta può decidere di andarsene solo dopo l'ottavo, il trentesimo o il trecentotrentesimo giorno, e chi dovesse decidere di rimanere nella grotta per un anno non potrà più tornare al mondo terreno.
Nella grotta non esistono vecchiaia e dolore, né sofferenza del caldo o del freddo, ma si gode fino al sommo della delizia. Tutti gli abitanti della grotta vivono immersi nelle più fastose ricchezze, allietati dalle splendide damigelle della Sibilla. Tuttavia alla mezzanotte di ogni venerdì essi si trasformano serpenti schifosi, e tali restano fino alla mezzanotte del sabato.
Il cavaliere tedesco dei racconti di De La Sale si rende presto conto di vivere in un paradiso demoniaco, e decide infine di uscire prima dello scadere dell'anno, per salvare la sua anima dalla dannazione eterna. Egli si recò a Roma per chiedere l'assoluzione del Papa, il quale non la concesse immediatamente a salutare ammonimento; ma il cavaliere disperato lasciò delle lettere di addio ai pastori dei Monti Sibillini e si rituffò per sempre nel paradiso della Regina Sibilla.
Un'altra storia riportata da Antoine de La Sale è quella del Sire di Pacs (o di Pacques) che si disperò dopo aver trovato incisa la firma del fratello all'interno dell'antro della Sibilla. Il De La Sale riferisce verosimilmente la presenza di queste firme di cavalieri Europei nel primo vano della grotta: il che testimonierebbe un importante flusso di visitatori anche durante il medioevo.

### Il Guerrin Meschino

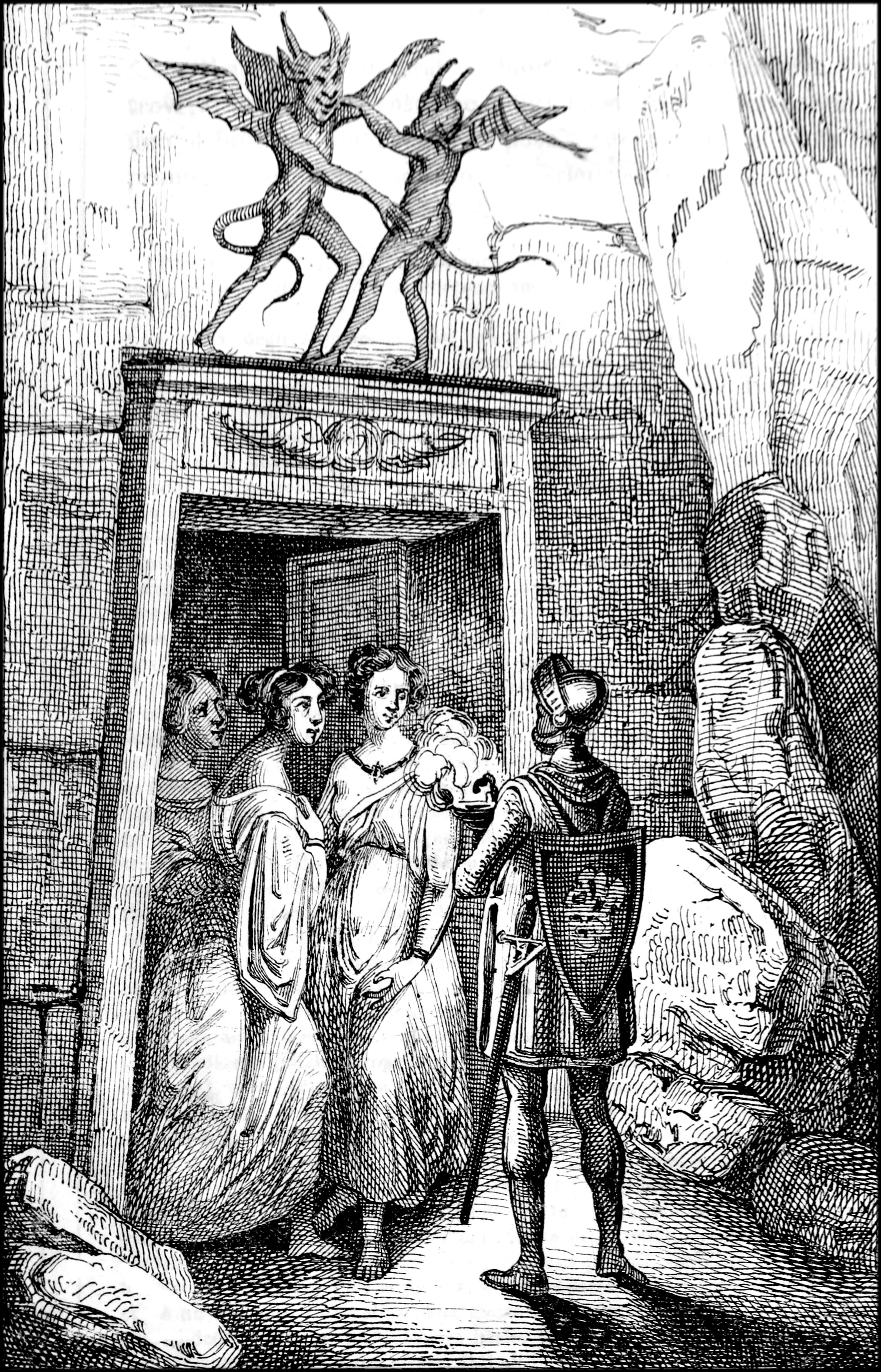
Guerino giunge alle porte del Regno della Sibilla

Quasi in concomitanza al viaggio di Antoine de La Sale (circa una trentina di anni prima), il letterato fiorentino Andrea da Barberino compone Il Guerrin Meschino: un romanzo cavalleresco ambientato nell'anno 824 in cui si raccontano le gesta di Guerino, cavaliere presso la corte di Costantinopoli, soprannominato "meschino" a causa del fatto che egli non conosceva i propri genitori, ragione per cui egli si mette in viaggio per l'Europa alla ricerca delle proprie origini. Durante le sue peripezie Guerino si ritrova a Norcia, dal qual paese parte alla volta della grotta della Sibilla per chiedere alla veggente di rivelargli il nome dei suoi genitori.
La descrizione che Andrea da Barberino dà della corte della Sibilla è molto simile a quella dei racconti popolari trascritti dal De La Sale, e anche le vicende del cavaliere all'interno della grotta non sono troppo dissimili da quelle del cavaliere tedesco di Antoine de La Sale.
La Sibilla trattiene Guerino senza rivelargli il nome dei suoi genitori, tentandolo a peccare e rinnegare Dio. Il cavaliere riuscirà infine a resistere alle tentazioni della maga grazie alla sua fede cristiana, e dopo un anno lascerà la grotta, ma senza aver raggiunto il suo scopo. Quando Guerino si recherà poi a Roma a chiedere perdono al Papa, il pontefice concederà l'assoluzione e lo invierà come penitenza lungo la via di Santiago de Compostela a proteggere i pellegrini.
Infine Guerino scoprirà la sua identità in Irlanda, presso il Pozzo di San Patrizio.
Nella versione originale del romanzo si parla esplicitamente di Sibilla, mentre nelle versioni successive, sottoposte alla censura dell'Inquisizione, diversi capitoli vengono soppressi e il termine Sibilla viene sostituito con Alcina (maga dell'Orlando Furioso di Ludovico Ariosto, datato 1516). Il motivo di questa modifica è da ricercarsi nel fatto che nel XIV-XV sec. la figura della sibilla era già completamente affermata nella cultura cristiana come profetessa della nascita del Messia, e non poteva perciò ricoprire il ruolo demoniaco attribuitole nell'opera e nelle leggende popolari.

### Altri riferimenti letterari

#### Simplicianus
In De nobilitate et rusticitate dialogus (redatto tra il 1444 e il 1450) Felix Hemmerlin racconta di un certo Simplicianus che si sarebbe recato alla grotta con due compagni. Egli descrive le asperità della montagna e delle caverne, parlando delle grandinate e delle tempeste scaturite dal monte quando qualcuno vi si reca presso. Hemmerlin parla esplicitamente di "monte della Sibilla", posto tra Norcia e Montefortino, e lo paragona al "monte di Venere" dove succubi e incubi sotto aspetto di avvenenti fanciulle irretiscono gli uomini inducendoli al peccato. L'autore riferisce che nel periodo in cui si trovava a Bologna si trovava lì anche il papa Giovanni XXII, il detto Simplicianus si presentò al pontefice confessando di aver vissuto per un anno tra i piaceri terreni con le dame della dea Venere: lui e i suoi compagni erano saliti al monte nel mese di marzo ed entrarono nella grotta a settembre, dove saziandosi di delizie paradisiache, avevano vissuto immersi in profumi e mollezze inebrianti, fin quando era apparso loro un vecchio che li ragguagliò sul fatto che allo scadere dell'anno non sarebbero più potuti uscire. Infatti Simplicianus afferma di aver incontrato gente proveniente dall'Inghilterra e da molte altre regioni condannata a restare in eterno in quel mondo meraviglioso: tra loro riferisce ci fosse un vecchio con suo figlio che se ne stava sempre in disparte dai piaceri mondani, preoccupato per il suo destino supremo. Simplicianus otterà la remissione dei peccati da un confessore del papa a San Petronio, e chiederà l'intercessione per i suoi due compagni rimasti imprigionati nel monte.
I fatti narrati sarebbero riferibili agli anni 1410-1413.

#### Arnaldo di Harff
Nella primavera del 1497 il nobile di Colonia Arnaldo di Harff (1471-1505), dopo aver visitato Roma, si incamminò per le Marche e la Romagna verso Venezia, da dove si sarebbe imbarcato per l'Oriente. La relazione di questo viaggio presenta imprecisioni geografiche tali da metterne in dubbio la veridicità; tuttavia in essa sono evidenti le tracce di un racconto simile a quello di Antoine de La Sale: 
(tratto da Alfred von Reumont, Del Monte di Venere ossia labirinto d'Amore - Discorso letto alla Società Colombaria fiorentina il dì 23 maggio 1871)
La descrizione accenna al monte di Norcia, forse confusa con Nocera nelle cui vicinanze non vi sono luoghi riconducibili ad "Arieet" e "Norde" (forse Rieti e Norcia?); da queste ed altre considerazioni, Alfred Reumont sospetta che Arnaldo di Harff non si sia recato personalmente alla grotta della Sibilla, ma ne riporti un racconto di cui sarebbe venuto a conoscenza. Comunque il paragone tra le grotte descritte dal viaggiatore e quelle di Falkenberg (Fauquemont) o quelle del monte San Pietro presso Maastricht (Traiectum ad Mosam), potrebbero far credere che si tratti di cose viste di persona, anche se in altri punti della relazione si incontrano descrizioni altrettanto evidenti, ma delle quali non si può affermare che il viaggiatore sia stato testimone oculare. Comunque nella relazione si dice che i viaggiatori abbiano abbandonato la strada maestra dopo Nocera, il che potrebbe spiegherebbe l'assenza di un riferimento a Gualdo Taldino, borgo posto tra Nocera e Fossato, e l'imprecisione nel riportare le distanze tra i paesi, mentre nel resto dello scritto in genere si è molto esatti nelle indicazioni di luoghi e distanze.

### La tradizione popolare
Secondo la tradizione locale, la Sibilla (nel dialetto locale indicata come "Sibbilla") è una fata buona, Maga bella e maliarda, "veggente e incantatrice,", ma non perfida e neppure demoniaca. Ella vive nella grotta circondata dalle sue ancelle, ovvero fate dai piedi caprini che escono dalla grotta per ballare il saltarello con i pastori, o scendono a valle per insegnare alle fanciulle del posto a filare e tessere le lane.
Secondo un racconto locale, fu la Sibilla a provocare un intenso evento tellurico nel paese di Colfiorito, antico nome di Pretare, che distrusse il sito riducendolo ad un mucchio di pietre. Questo avvenne quando le sue fate rimasero a ballare nel borgo oltre l'orario consentito per il rientro nella grotta.

### Il lago di Pilato
Del monte di Pilato, dov'è il Lago

Che se guarda la sera muda à muda.

Perché qual s'intende in Simon Mago

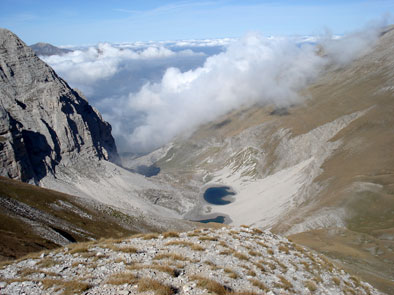
Il lago di Pilato, sul Monte Vettore

Per sagrare il suo libro la sù monta,

Onde tempesta poi con grand'imago

Secondo che per quei di lá si conta»
(Fazio degli Uberti, Il Dittamondo, 1301-1367)
Oltre alle leggende legate alla Sibilla e alla sua grotta, si tramandano fatti e storie anche riguardo al lago di Pilato a lei intimamente legato e situato nel vicino Monte Vettore. Infatti nel XV secolo veniva ancora chiamato Lago della Sibilla come si evince sia da un documento amministrativo di quel periodo (una sentenza) sia da un disegno di Antoine de la Sale mentre nei secoli successivi si affermerà sempre più la dizione Lago di Pilato.
E anche per il lago le leggende che ci sono pervenute provengono dal testo di Antoine de La Sale: è qui infatti che si racconta di come il corpo di Ponzio Pilato, dopo essere stato giustiziato per ordine dell'imperatore per non aver impedito la crocifissione di Gesù, fu caricato su un carro trainato da due bufali che da Roma lo trasportarono fino ai Monti Sibillini e si gettarono infine nel lago. Il De La Sale riferisce questa storia udita dagli abitanti di Montemonaco, dimostrando come questa non può essere vera in quanto la versione raccontata dal popolo voleva che l'imperatore che emise la condanna a morte fu Tito Vespasiano, quando Pilato visse invece sotto Tiberio.

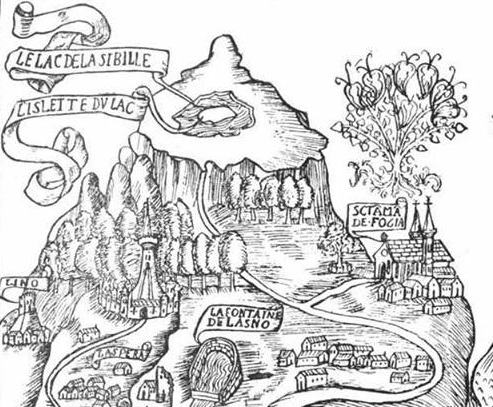
Disegno di Antoine De la Sale

Antoine de La Sale racconta anche che al tempo della sua visita a Montemonaco (inizio XV sec), l'accesso al lago fosse vietato in quanto frequentatissima meta di negromanti che vi salivano per consacrare libri del comando ai demoni che abitavano quelle acque. Ogni volta che qualcuno evocava gli spiriti maligni del lago si scatenava una violenta tempesta che distruggeva tutti i raccolti della zona; ed era perciò interesse degli abitanti del luogo tutelarsi: per visitare il lago era necessario un salvacondotto rilasciato dalle autorità della città di Norcia, e il malcapitato che vi fosse stato sorpreso senza autorizzazione avrebbe perfino rischiato la vita. Si racconta di una volta in cui due negromanti (uno dei quali era un prete) vennero catturati presso il lago dai locali: uno venne condotto a Norcia e condannato, mentre l'altro fu fatto a pezzi e gettato nelle acque del lago.
I primi riferimenti letterari al lago abitato da demoni e alla figura di Pilato si ritrovano nel Reductorium morale del benedettino Pierre Bersuire e nel Dittamondo di Fazio degli Uberti (nel quale si parla in realtà di Monte di Pilato, e non ancora di lago), opere risalenti al XIV secolo.
Durante i secoli XV, XVI e XVII la letteratura italiana è prodiga di riferimenti, seppur spesso consistenti solo in semplici accenni, alle arti negromantiche praticate presso il lago di Pilato.
Conferma dell'importante afflusso di visitatori alla grotta e al lago è data da una sentenza di assoluzione del 1452, in cui l'inquisitore della Marca Anconitana De Guardariis assolve la popolazione di Montemonaco dalla scomunica in cui era incorsa per aver accompagnato "ad lacum Sibyllae" (al lago della Sibilla) cavalieri "provenienti dalla Spagna e dal Regno di Napoli" per consacrarvi libri proibiti mentre li ospitavano in Montemonaco ove praticavano, in casa di Ser Catarino, l'alchimia.

#### Tradizioni simili in Europa
Presso le Prealpi di Lucerna (Svizzera) esiste un massiccio chiamato Pilatus, del quale si raccontano fin dal medioevo storie molto simili a quelle riguardanti il lago appenninico.
Anche nei monti del Massiccio Centrale francese esiste la catena del Pilat. All'inizio del XIII secolo, Stefano di Borbone rende popolare la leggenda del suicidio di Ponzio Pilato a Lione, ed è il primo a evocare l'impiccagione e l'abbandono del corpo nel pozzo del Monte Pilat, nel sud-ovest di Vienna o Vienne.

## Origine del mito

### Le sibille

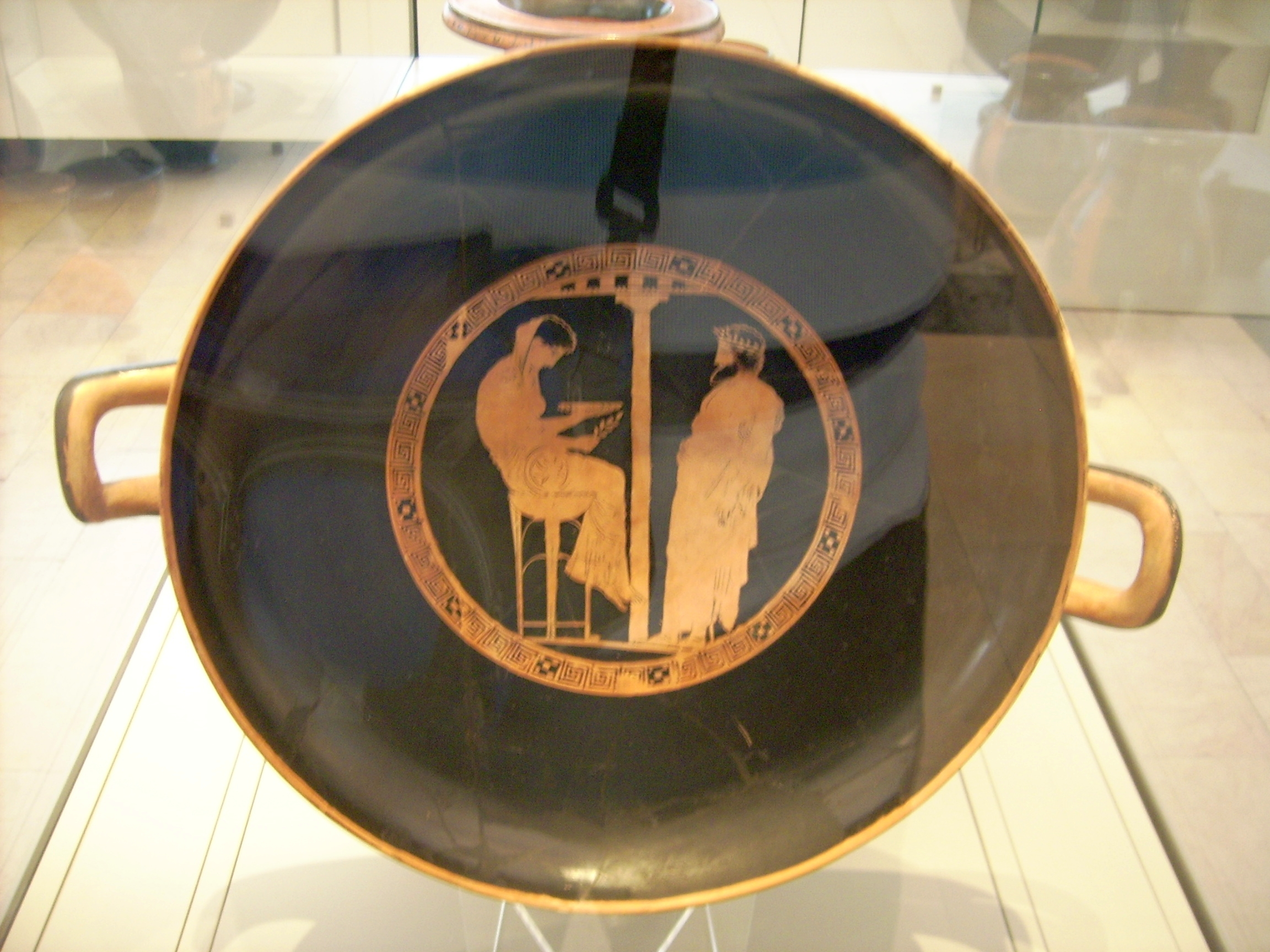
Una kylix attica del 440-430 a.C. su cui è rappresentato il re anteniese Egeo nell'atto di consultare l'oracolo di Delfi.

In genere per sibilla si intende una istituzione religiosa del mondo classico. Nell'Antica Grecia e poi presso i Romani, la sibilla era una sacerdotessa dotata di capacità profetiche ispirate da una divinità, solitamente Apollo o Ecate. La carica era ricoperta esclusivamente da donne vergini interamente consacrate al dio.
La sibilla più antica di cui si hanno documentazioni (circa XIV secolo a.C.) è la Pizia: profetessa dell'Oracolo di Delfi, ovvero una sacerdotessa che esercitava la divinazione del futuro presso il tempio di Apollo della città greca di Delfi, situato nella Focide alle falde del Monte Parnàso. La Pizia era coadiuvata da un gruppo di sacerdoti che amministravano il culto di Apollo ed interpretavano i vaticini che essa pronunciava invasata dalla spirito del dio. Per quasi due millenni il ruolo fu ricoperto dalle donne della città di Delfi, scelte senza requisiti di età. La pratica venne destituita nel 392 d.C., quando i decreti teodosiani soppressero i culti pagani.
In età antica le sedi oracolari presidiate dalle sibille proliferarono intorno al Mediterraneo. Nella seconda metà del I secolo a.C., l'autore romano Varrone, in un capitolo della sua opera Antiquitates rerum humanarum et divinarum, riporta un elenco delle dieci sibille esistenti in quel periodo: Cimmeria, Cumana, Delfica, Ellespontica, Eritrea, Frigia, Libica, Persica, Samia, Tiburtina. In seguito Lattanzio confermerà la stessa lista nel suo De Divinis institutionibus (304-313 d.C.).
I responsi oracolari delle sibille erano raccolti in nove testi greci noti come Libri Sibillini, conservati a Roma e andati bruciati nell'83 a.C.; si tentò in seguito di ricostruirli, ma dei nuovi volumi si ha notizia solo fino al V secolo d.C..

#### Le sibille italiche

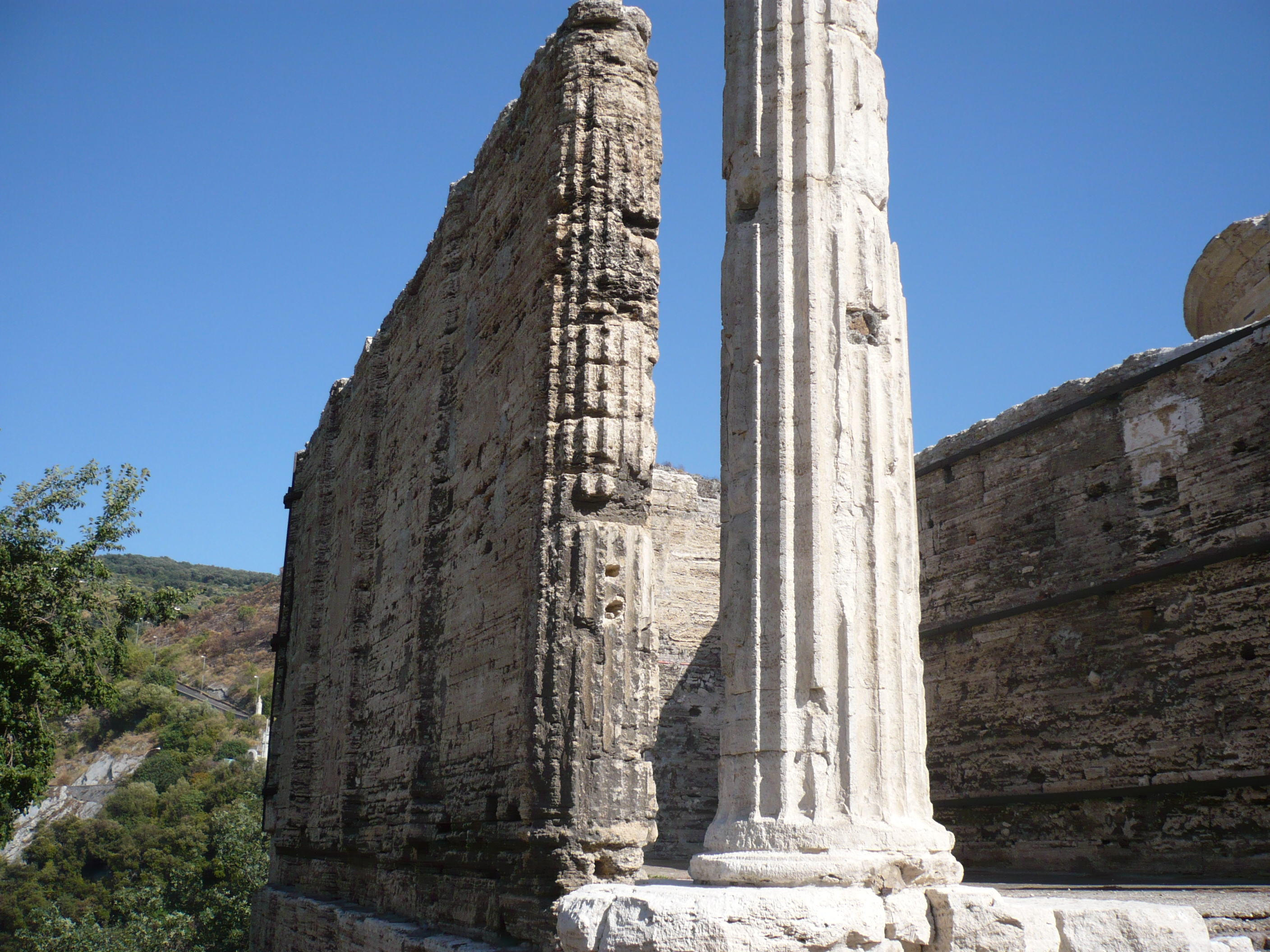
Tempio della Sibilla Tiburtina a Tivoli

In Italia esisteva un centro oracolare presso l'acropoli magnogreca di Cuma, dove sorgeva dal VI secolo a.C. un tempio dedicato ad Apollo sulla sommità di un rilievo roccioso. Secondo il mito la Sibilla Cumana esercitava la sua attività divinatoria nei pressi del Lago d'Averno, all'interno di una caverna nota appunto come Antro della Sibilla: essa scriveva i vaticini in esametri su delle foglie di palma che venivano poi mescolate dai venti provenienti dalle cento aperture dell'antro, rendendo i responsi incomprensibili e misteriosi.
La Sibilla Cumana entra nella mitologia classica grazie all'Eneide di Virgilio (fine I secolo a.C.), in cui si racconta che la sacerdotessa, attraverso il lago d'Averno, discese con Enea nell'Ade, dove l'eroe troiano incontrerà il padre Anchise.
Al II secolo a.C. risale invece il tempio della sibilla dell'acropoli di Tibur (Tivoli), dove esercitava la Sibilla Tiburtina.

#### Le sibille nel cristianesimo

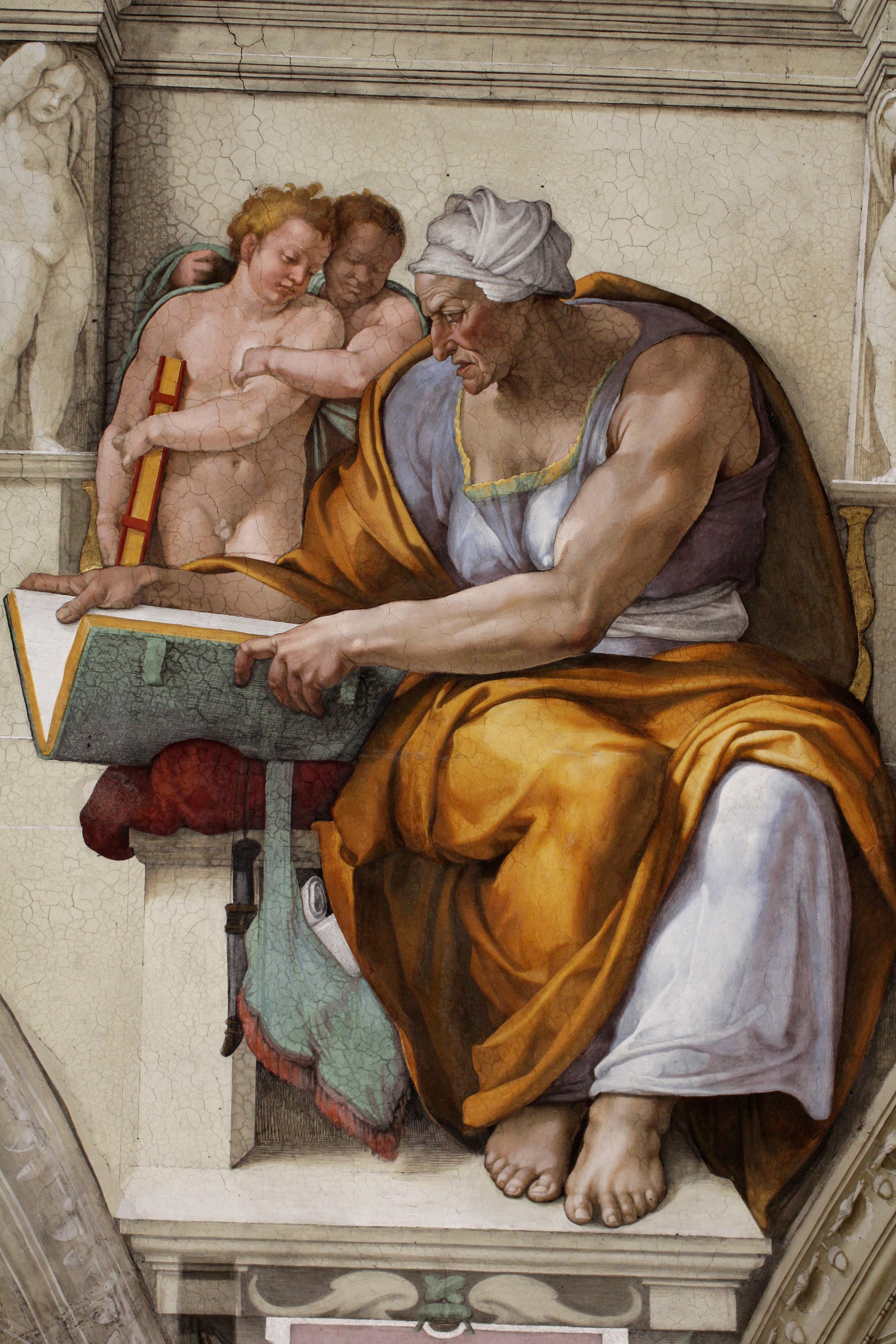
Sibilla Cumana dipinta da Michelangelo sulla volta della Cappella Sistina

Con il sovrapporsi della religione cristiana a quella pagana, si tentò di estirpare i culti oracolari e lentamente si innescò un processo di sincretismo che trasformò le sibille classiche in profetesse della nascita del Cristo. Già dal II secolo i vaticini delle sibille erano andati gradualmente modificandosi, adattandosi alla sovrapposizioni di varie tradizioni, prima su tutte quella cristiana.
Tra il II e il I secolo a.C. compaiono i volumi più antichi degli Oracoli Sibillini: questi testi, fatti risalire alle comunità ebraiche di Alessandria d'Egitto (quindi classificati come "tradizione giudaico-ellenistica"), riadattano gli oracoli del mondo greco-romano (attribuiti soprattutto alla Sibilla Eritrea) in un'ottica monoteista, fortemente connotata da tematiche apocalittiche.

I primi Padri della Chiesa traggono ispirazione proprio da questi testi per la trasposizione della figura della sibilla dallo scenario pagano a quello cristiano.

Saranno poi i testi ripresi dagli intellettuali cristiani ("tradizione giudeo-cristiana") a circolare fino al XIV secolo.
Nel suo De civitate Dei, Sant'Agostino di Ippona (uno dei padri fondatori della dottrina cristiana, vissuto dal 354 al 430 d.C.) riprese alcuni versi dalla IV Egloga delle Bucoliche di Virgilio (circa 40 a.C.), nei quali si parla di un responso oracolare attribuito alla Sibilla Cumana secondo il quale una Vergine partorirà un fanciullo che vivrà tra gli dèi e governerà il mondo come un padre, cancellando il timore e le colpe degli uomini, ponendo fine alla mitologica Età del Ferro e decretando l'inizio di una nuova Età dell'Oro in cui l'uomo vivrà in pace, sostentato dalle messi e dagli armenti elargiti dalla natura benevola. Il componimento venne interpretato da Agostino come un annuncio della venuta del Cristo redentore dell'umanità, predetto appunto dalla Sibilla Cumana.
Con tecniche letterarie simili, anche la sibilla Eritrea diviene profetessa cristiana (ad essa è attribuito l'acrostrico di Cristo), e la sibilla Tiburtina diviene annunciatrice del Giorno del Giudizio. Ogni sibilla cristiana viene rappresentata con un cartiglio che riporta la particolare profezia a questi associata.
Dall'VIII secolo, teologi cristiani quali Isidoro di Siviglia, Rabano Mauro, Gervasio di Tilbury e Vincenzo di Beauvais, scrivono delle sibille come profetesse di Cristo in terre pagane. I testi degli oracoli sono trasmessi soprattutto da Rabano Mauro nel De Universo e da Isidoro di Siviglia nelle Etymologiae. Quest'ultimo in particolare parla delle sibille antiche trasmettendo la lista di Varrone, e riporta inoltre che il termine "sibilla" diventa appellativo di donna che pratichi la divinazione: questa associazione tra essere femminile e pratiche divinatorie costituisce un elemento importante per il delineamento dell'immagine della strega dal IX-X secolo.
Durante il medioevo inoltre, in linea con le esigenze politiche del momento, viene nuovamente manipolata la tradizione sibillina e si diffonde un nuovo canone di dodici sibille, numero raggiunto aggiungendo la Sibilla Europea e la Sibilla Agrippina.
Le sibille entrarono quindi a pieno titolo nella cultura religiosa cristiana. Tanto che con la riscoperta della cultura classica avvenuta durante il Rinascimento (XIV-XVI secolo) esse compariranno affiancate ai profeti biblici nelle opere di arte sacra: sono famose sibille affrescate da Michelangelo al fianco dei profeti biblici sulla volta della Cappella Sistina (1508-12), o quelle intarsiate nella pavimentazione del Duomo di Siena (1482-83). Altri esempi di sibille raffigurate nell'arte sacra si trovano negli affreschi della chiesa di S.Giovanni Evangelista a Tivoli (1483), o della Cappella di Marciac della chiesa di Trinità dei Monti a Roma (XVI sec), o ancora tra le sculture del pulpito della chiesa di Sant'Andrea di Pistoia (1298-1301).
Nel territorio dei Monti Sibillini ritroviamo le sibille affrescate nel Santuario della Madonna dell'Ambro (Montefortino) e nella chiesa di Santa Maria in Pantano (Montegallo).

### La sibilla sull'Appennino

#### Oracoli sull'Appennino
Un primo riferimento storico riconducibile a un qualche culto pagano sugli Appennini sembra potersi trovare nella Storia dei Cesari di Svetonio che, a proposito di Vitellio, accenna ad una veglia negli Appennini tenuta prima del suo ingresso a Roma nel 69:
Anche Trebellio Pollione nella sua Storia Augusta riporta un episodio relativo a Claudio il Gotico, che, nel 268, consultò sul suo futuro un oracolo negli Appennini:
Potrebbe aver consultato l'oracolo sibillino anche l'imperatore Aureliano (III secolo) figlio di Zenobia, sacerdotessa del tempio del Sole. Sempre nella Storia Augusta, Flavio Vopisco riferisce che l'imperatore voleva collocare una statua aurea di Giove nel tempio del Sole, in costruzione a Roma, seguendo il responso che gli era stato dato dall'oracolo degli Appennini:
Tuttavia, in questi documenti non si fa nessun accenno ad una sibilla, tanto che all'inizio del IV sec, Lattanzio conferma il catalogo di Varrone (precedente di un paio di secoli), nel quale non compare nessuna sede sibillina sui monti dell'Appennino centrale.
Alcuni studiosi addirittura sostengono che l'oracolo degli Appennini cui fanno riferimento le fonti sopra citate fosse in realtà collocato presso il tempio di Giove Appennino sul Monte Cucco (Scheggia, PG).
Inoltre, dopo il II secolo non si hanno fonti scritte né archeologiche che permettano di ricostruire i processi storici avvenuti nei seguenti mille anni, fino al medioevo, quando una sibilla compare negli scritti di Antoine de La Sale e di Andrea da Barberino.

#### La profezia della nascita di Gesù
Dal XV sec almeno si diffuse una leggenda secondo la quale la Sibilla Cumana, vergine profetessa della nascita di Cristo, si adirò con Dio per non essere stata scelta come madre del Salvatore, e fu per questo esiliata sugli Appennini. Nel Guerrin Meschino si narra questa storia, che il protagonista sente raccontare da due uomini appena giunto nella città di Norcia:
(Andrea da Barberino, Guerrino detto il Meschino, Libro V, cap. 137)

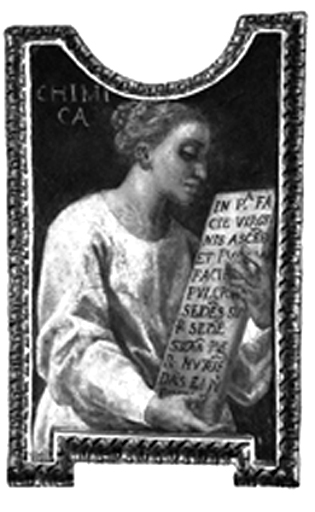
Sibilla Chimica dipinta nel Santuario dell'Ambro

#### Il trasferimento sull'Appennino
Anche Giovan Battista Lalli, poeta tardo rinascimentale di Norcia scrisse all'inizio del '600:
Stanze l'illustre Profetessa ottenne,

Mentre turba importuna iui le opprime

La sua quiete, a lei partir convenne.

Ne le rimote, e discoscese cime

Del Norsin Monte a riposar se'n venne

Dal curioso vulgo iui si cela,

E raro altri secreti altrui riuela.»
(G.B.Lalli, Il Tito overo Gerusalemme desolata, Canto II, strofa 11)
Nelle Liriche di Ludovico Ariosto (secoli XV-XVI) è riportata la stessa storia dell'isolamento in una grotta presso Norcia:
chi piú d’ogn’altro ne previde il vero,

la Sibilla cumea, la qual ridotta

s’era in quei tempi alla nursina grotta.»
(Ludovico Ariosto, Liriche
L. Ariosto, Liriche, Frammento I, strofa 7)
Non si hanno fonti certe sull'origine di questa leggenda che vede la Sibilla Cumana spostarsi verso gli Appennini. Il primo documento in cui si trova un riferimento ad una storia simile è Le Livre de Sibile, attribuito al monaco francese Philippe de Thaon (XI-XII sec): egli tradusse in francese medievale (più esattamente in anglo-normanno) un poema latino riguardante la Sibilla Tiburtina, nel quale si narra che la profetessa fu chiamata a Roma e interpellata per interpretare un sogno fatto nella stessa notte da cento senatori che sognarono ognuno nove soli diversi; la Sibilla risponde che non era possibile svelare un tale segreto in un luogo contaminato e corrotto qual era il Campidoglio, ma era necessario spostarsi sul monte Aventino.
Nella traduzione francese medievale viene riportato "mont Apennin" invece di "mont Aventin".
Ke cest avisfun

Soit en liu mustré

U il ait ordeé.

Mes al munt en alon

Ki Apenin a nun

E ilueoc vus dirrai

E si anuncerai

Ceo ke deit avenir,

Ke ne purra faillir,

A Romains en verité

svelare questa visione

in un posto

contaminato d'impurità.

Andiamo sulla montagna

che è chiamata Appennino,

laggiù vi dirò,

vi predirrò

quel che deve essere,

quello che immancabilmente accadrà

ai Romani, in verità,

#### Il lago e la grotta
L'associazione della Sibilla Cumana ai monti di Norcia deve aver determinato la sovrapposizione dell'antro della Sibilla di Cuma alla grotta del Monte Sibilla, e quindi l'identificazione del lago di Pilato con il lago d'Averno. Infatti nelle leggende locali dei Monti Sibillini il lago di Pilato è dimora di demoni e luogo di contatto con il mondo infernale, proprio come il lago d'Averno è per Virgilio l'ingresso dell'Ade, tramite il quale la Sibilla Cumana conduce Enea all'incontro con il defunto padre Anchise.
Altre teorie sostengono che i racconti di riti demoniaci presso il lago, e sui Sibillini in genere, furono diffusi nel XIII sec. dai predicatori francescani per arginare quei fenomeni di dissidenza, molto presenti nella zona montana delle Marche, dovuti alla nascita delle teorie rinnovatrici gioachimite e ai movimenti spirituali, condannati come eretici, i quali vennero quindi a trovarsi in accordo con le forze ghibelline in opposizione al potere centrale avignonese.

#### La sibilla dell'Aspromonte
Gli anziani che abitano alle pendici del massiccio dell'Aspromonte (in provincia di Reggio Calabria) tramandano da secoli una leggenda secondo la quale la Sibilla Cumana avrebbe abitato un antico castello posto nei pressi del Santuario della Madonna di Polsi, dove tramandava alle fanciulle lo scibile umano. Quando una delle sue allieve di nome Maria sognò di un raggio di sole che le entrava dall'orecchio destro e usciva da quello sinistro, la Sibilla divinò il segno e comprese che la fanciulla sarebbe diventata la madre di Gesù Cristo. La profetessa, fino a quel momento certa che sarebbe stata scelta lei come madre del Salvatore, si adirò con Dio e venne confinata per sempre nel suo castello, che con il tempo cadde in rovina.
Ancora oggi sono vive le tradizioni legate alla Sibilla e al fratello Marco, che con la profetessa è condannato nel castello a battere sui cancelli delle celle con la mano destra, tramutata in mazza dopo che egli l'aveva usata per schiaffeggiare sulla guancia Gesù Cristo. Un'altra tradizione vuole che la statua della Madonna di Polsi, quando esce in processione, debba voltare le spalle al castello della Sibilla. Il castello è identificato con la Pietra Castello, lungo la valle della Fiumara Bonamico.
Nel Guerrin Meschino, l'eroe in cerca della Sibilla giunge in Italia passando per Messina e Reggio Calabria, dove apprende che la fata dimora tra i monti dell'Appennino al centro dell'Italia, nei pressi della città di Norza (o Norsia). Nel libro si riferisce esplicitamente che Guerino passa oltre l'Aspromonte prima di giungere a Norcia. Inoltre nella grotta della Sibilla Guerrino incontra Macco, tramutato in serpente e condannato per la sua accidia a vivere confinato nelle grotta fino al giorno del giudizio.
Anche in Sicilia erano vivi fino al secolo scorso diversi racconti popolari riguardanti la Sibilla, molti simili a quelli calabri in cui la Sibilla insegnava a Maria e alle fanciulle. Vi è inoltre un racconto il cui la Sibilla viene paragonata al personaggio biblico Nimrod, nel tentativo di costruire una torre altissima per raggiungere Dio (vedi il racconto della Torre di Babele).
Sotto la chiesa di San Giovanni Battista a Marsala si trova la Grotta della Sibilla Sicula o Lillibetana.

#### Tracce nella letteratura tedesca
Nel Wartburgkrieg (sec XIII), in cui si racconta di una competizione tra menestrelli avvenuta in Turingia nel 1207, si dice che Klingsor ottiene dalla dèa vergine Felicia (detta "figlia di Sibilla") informazioni su come il Re Artù trascorra la vita nella montagna insieme a lei e a Giunone:
und Jûnô, die mit Artûs in dem berge sint,

die habent vleisch sam wir und ouch gebeine.

Die vrâgt ich wie der küninc lebe,

Artûs, und wer der masenîe spîse gebe,
 
wer ir dâ pflege mit dem tranke reine,

Harnasch, kleider und ros? si lebent noch in vreche.

die gotin bringe her vür dich,

daz si dich berihte sam si tete mich,

e Giunone, che stanno nel monte con Artù,

hanno carne come noi, e anche ossa.

Ho chiesto loro come viva il re,

Artù, e chi è che porge il cibo alle moltitudini,
chi si prende cura di loro con dolce vino, 

con destrieri, armature e vesti? Vivono in una particolare debolezza.

Conducono la dèa dinnanzi a voi,

la quale potrebbe umiliare anche voi; lei mi ha già raccontato;

(Wartburgkrieg, Parte II, strofa 83)
E ancora:
und Jûnô, die sint beide mit Artûse dâ:

daz hât mir Sante Brandan wol bediutet.

Der Klinsôr tuot uns niht bekannt

wer sî kempfe, den Artûs hete ûz gesant;

e Giunone, stanno entrambe con Artù,

come veramente mi ha detto San Brandano

Klingsor non ci ha permesso di sapere

quali battaglie Artù ha ordinato;

(Wartburgkrieg, Parte II, strofa 86)

### Culti pagani precedenti

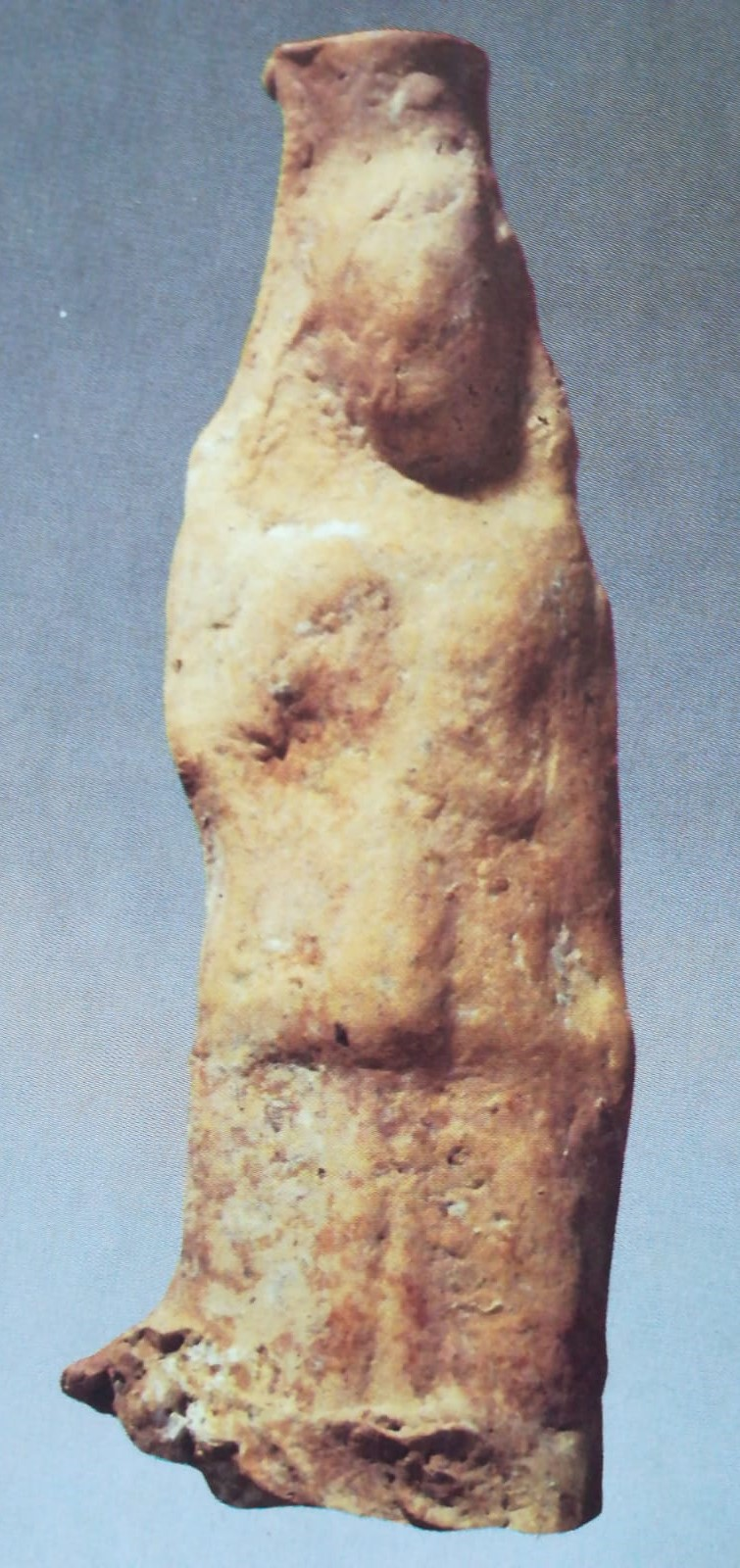
Simulacro di Cibele, II sec a.C., Roma - Antiquarium del Palatino

A riguardo dell'origine più antica della Sibilla Appeninica, la maggioranza degli studiosi (tra i quali Gaston Paris, Pio Rajna, Fernand Desonay e Domenico Falzetti) cita le tradizioni legate a Cibele: Magna Mater anatolica, dea dei laghi e delle fonti, importata a Roma dalla Frigia nel 204 a.C., venerata con riti orgiastici e cruenti. Alla dea sarebbe stata sostituita la sibilla, tenuta in grande onore anche dai cristiani come profetessa.
Secondo gli apologeti di questa teoria, la stessa parola "Sybilla" potrebbe esse morfologicamente connessa con "Cybele".
Ancora, la forma della corona rocciosa della vetta del Monte Sibilla ricorderebbe il polos che adorna il capo di Cibele nelle icone tradizionali, la quale circostanza avrebbe contribuito all'accostamento della divinità a questo particolare monte.
Altri parlano di una dea Nemesi o Norzia, dea della fortuna e del fato, di origine etrusca, rappresentata da un idolo d'argento con il volto di pietra nera, affine a Cibele, e che era venerata sotto forma di roccia ma anche come uno straordinario idolo, prima di pietra e poi d'argento, noto a Norcia sin dall'epoca del bronzo tardo: la dea Orsa. Si tratta di un ricco complesso mitico-rurale (sino ad ora quasi ignorato, forse una traduzione italica paleoumbra del culto di Artermide Brauronia con possibili influenze celtiche) nato a Norcia ma trasferitosi sulle montagne nel VI secolo e che può costituire un antecedente significativo del culto sibillino. Il nome della cattedrale di Santa Maria Argentea testimonierebbe il culto di questi idoli dalla testa argentata.
Forse il culto pastorale del Giove delle alture - o, secondo altri, della Dea della Vittoria - si fuse con altre tradizioni oracolari dei Pelasgi approdati sulle coste marchigiane e con quelle dei Celti presenti sul territorio sin dal V seccolo a.C., ma anche con arcaici culti solari e riti erotico-orgiastici a dominante femminile.
Le cerimonie a carattere iniziatico femminile (legate alle nozze e più in generale alla propiziazione delle fecondità umana e animale) erano caratterizzate da riti orgiastici e sembrerebbero apparentate con i riti descritti nelle tavole iuguvine, il più importante testo rituale dell'antichità classica risalente al 1000 a.C., inciso in sette tavole di bronzo tra III e I sec a.C. L'intero complesso può costituire le basi del mito della Sibilla Appenninica la cui figura si definisce e si consolida in epoca medievale.

### Medioevo e letteratura cavalleresca

#### La figura del cavaliere

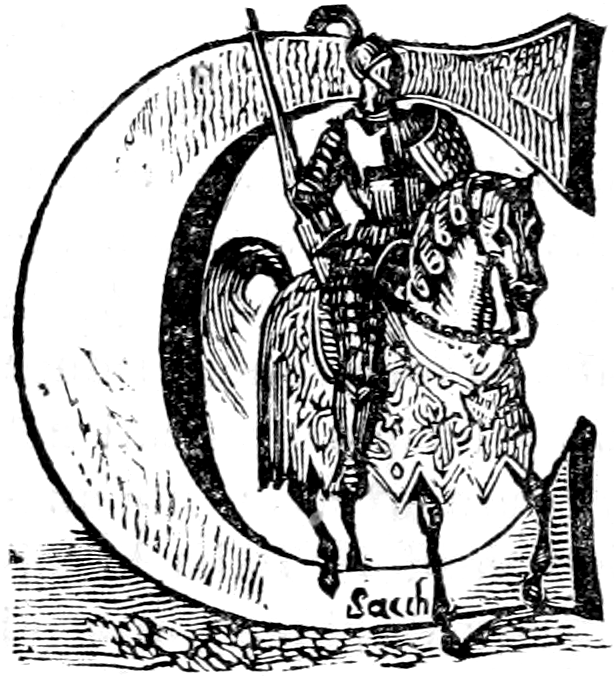
Illustrazione di una capolettera tratta da un'edizione del Guerrin Meschino del 1841, tipografia Guglielmini-Radaelli, Milano.

Nel medioevo viene a definirsi in Europa la figura del cavaliere: non solo inteso come un nuovo ruolo militare che in quel periodo iniziò a ricoprire un'importanza sempre crescente negli eserciti, ma anche come modello di valori ideale.
I costi da sostenere per l'equipaggiamento e l'addestramento della cavalleria facevano del cavaliere un ruolo riservato a ceti sociali nobili e abbienti, finendo per delineare una vera e propria casta sociale elitaria. Gradualmente si diffusero i blasoni come segno distintivo del cavaliere in battaglia e nei tornei, vennero introdotte le liturgie iniziatiche dell'investitura, si costituirono gli ordini cavallereschi, e i cavalieri divennero gli eroi della letteratura epica medievale.
Questo nuovo stile letterario si sviluppò dai poemi e le canzoni del ciclo carolingio, che celebravano le gesta di Carlo Magno e dei suoi paladini e cavalieri, spesso rileggendo la storia in chiave leggendaria; e dal ciclo bretone, ovvero l'insieme dei racconti leggendari di origine celtica riguardanti le isole britanniche, e in particolar modo i cavalieri di Re Artù.
Questa celebrazione e mitizzazione della figura del cavaliere contribuì ad adergerla, da semplice ruolo militare quale effettivamente era, a modello ideale di virtù e valori: il cavaliere si attiene alle regole del codice cavalleresco, che gli impongono lealtà, onore e coraggio; egli è inoltre difensore della cristianità, e protettore dei deboli, delle vedove e degli orfani, è devoto ad una donna alla quale presta giuramento di fedeltà e in nome della quale compie le proprie gesta.
Presto si sviluppano dei temi ricorrenti su cui la letteratura cavalleresca è imperniata: l'esaltazione del valore individuale dell'eroe, il desiderio di avventura, l'amore cortese per la dama che redime il cavaliere, la ricerca del Graal, metafora della ricerca di una conoscenza trascendente.

#### Elementi cavallereschi nella leggenda della Sibilla
Nei racconti medievali di Antoine de La Sale e di Andrea da Barberino si ritrovano svariati elementi propri della cultura fantastica del tempo. Va anche ricordato che Andrea da Barberino, traduttore delle chanson de geste e autore de I Reali di Francia, era un cultore della letteratura cavalleresca, e questo potrebbe spiegare il fatto che nel Guerrin Meschino si rintracciano aspetti riconducibili ai miti celtici del ciclo bretone.
Ad esempio, l'esile ponte sull'abisso, sorvegliato dai dragoni di pietra, e che si allarga appena vi si mette piede, sarebbe assimilabile al ponte della spada in Lancillotto o il cavaliere della carretta (1177-1181), sorvegliato da due minacciosi leoni che spariscono appena l'eroe supera il baratro; oppure al ponte sospeso sull'inferno che l'eroe Owein (nel Tractatus de Purgatorio Sancti Patricii, 1190) deve superare durante il suo viaggio nel regno dell'aldilà: anche in questo caso il ponte si allarga miracolosamente quando Owein pronuncia il nome di Cristo.
Un'altra figura del panorama mitologico medievale che compare nei racconti sibillini è la melusina: ovvero una fata dell'acqua con la coda di pesce o di serpente al posto delle gambe.

#### Il mito cavalleresco del Cavaliere e la Dea

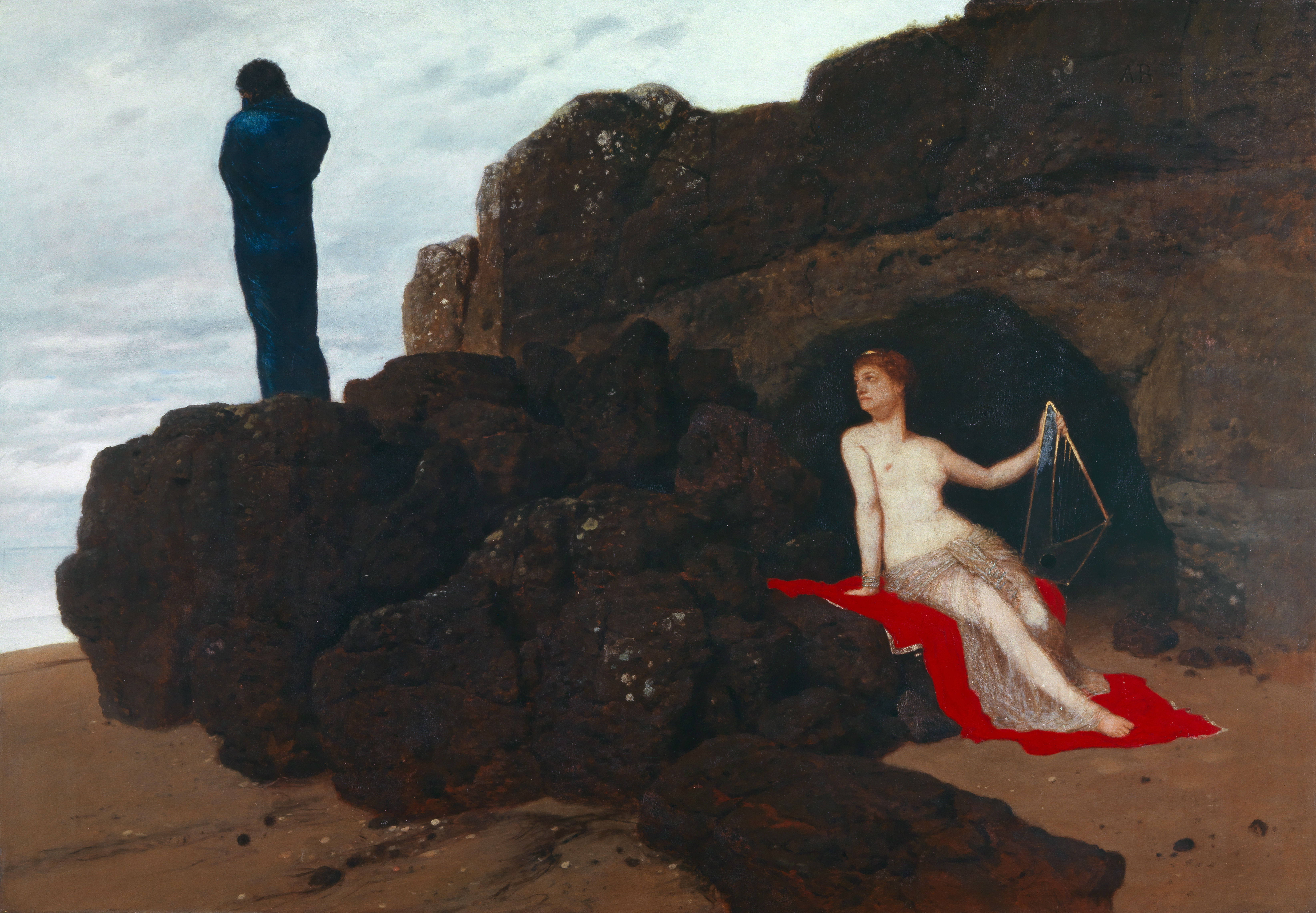
Ulisse e Calipso, Arnold Böcklin, olio e tempera su tavola, 1883

Un tema che ricorre in diversi miti cavallereschi è quello dell'Eroe e della Dea, della quale il cavaliere ha bisogno per adempire alla sua missione, ma che al contempo lo tiene prigioniero con le sue arti erotiche in un paradiso malefico.
Questa tematica ricorrente nel mito, definita mitèma, sarebbe comparsa originariamente nelle leggende tradizionali celtiche di Oisin, ma sulla sua diffusione in Europa ci sono due teorie:
- la prima vorrebbe che il mitema celtico, venendo a contatto con le tradizioni popolazioni germaniche, sarebbe stato reinterpretato nella leggenda del cavaliere Tannhäuser, per poi giungere in Italia e subire gli influssi delle preesistenti leggende della Sibilla, trasformandosi nelle storie dei cavalieri narrate dal De La Sale, e poi su reinterpretazione letteraria di Andrea da Barberino, nella storia del Guerrin Meschino
- altri sostengono invece che il processo sia avvenuto all'inverso: ovvero che il mitema si sia sviluppato prima nella leggenda della Sibilla, e solo in seguito, grazie alla divulgazione attuata dal romanzo di Andrea da Barberino, sarebbe stato trasposto nella leggenda del Tannhäuser. Questa teoria sarebbe avallata dal fatto che il primo riferimento scritto alla leggenda germanica si trova in un lied del XVI secolo (molto posteriore quindi al Guerrin Meschino) al quale poi Wagner si sarebbe ispirato per comporre la sua opera teatrale Tannhäuser und der Sängerkrieg auf Wartburg (1845)[41]. In questa versione inoltre, quando Tannhäuser si reca da Papa Urbano IV per avere l'assoluzione, il pontefice la negherà dicendo che il perdono sarebbe stato possibile solo quando il suo bastone sarebbe fiorito, metafora per indicare la necessità di un miracolo divino: questa particolarità della grazia divina necessaria per la salvezza dell'anima (in contrapposizione con il perdono ottenuto per merito delle sue azioni dal Guerrin Meschino) è un concetto tipicamente luterano, quindi introdotto dal XVI secolo, e per questo costituirebbe una prova della posteriorità della leggenda del Tannhäuser rispetto a quella del Meschino.

## Le fate dei monti Sibillini
Le dame della corte della Sibilla, che con essa dimorano stabilmente nella grotta, sono identificate nella tradizione locale come fate.

### Le fate nella tradizione orale
Le fate sibilline sono descritte nei racconti popolari come giovani donne di bell'aspetto, vestite con caste gonne che celano però zampe di capra: il calpestio dei loro passi ricorda infatti il rumore degli zoccoli degli animali sulle pietraie dei monti.
Queste affascinanti creature si muovevano tra il lago di Pilato, dove secondo la tradizione si recavano per il pediluvio, ed i paesi di Foce, Montemonaco, Montegallo, e tra gli altopiani di Castelluccio di Norcia e Pretare.

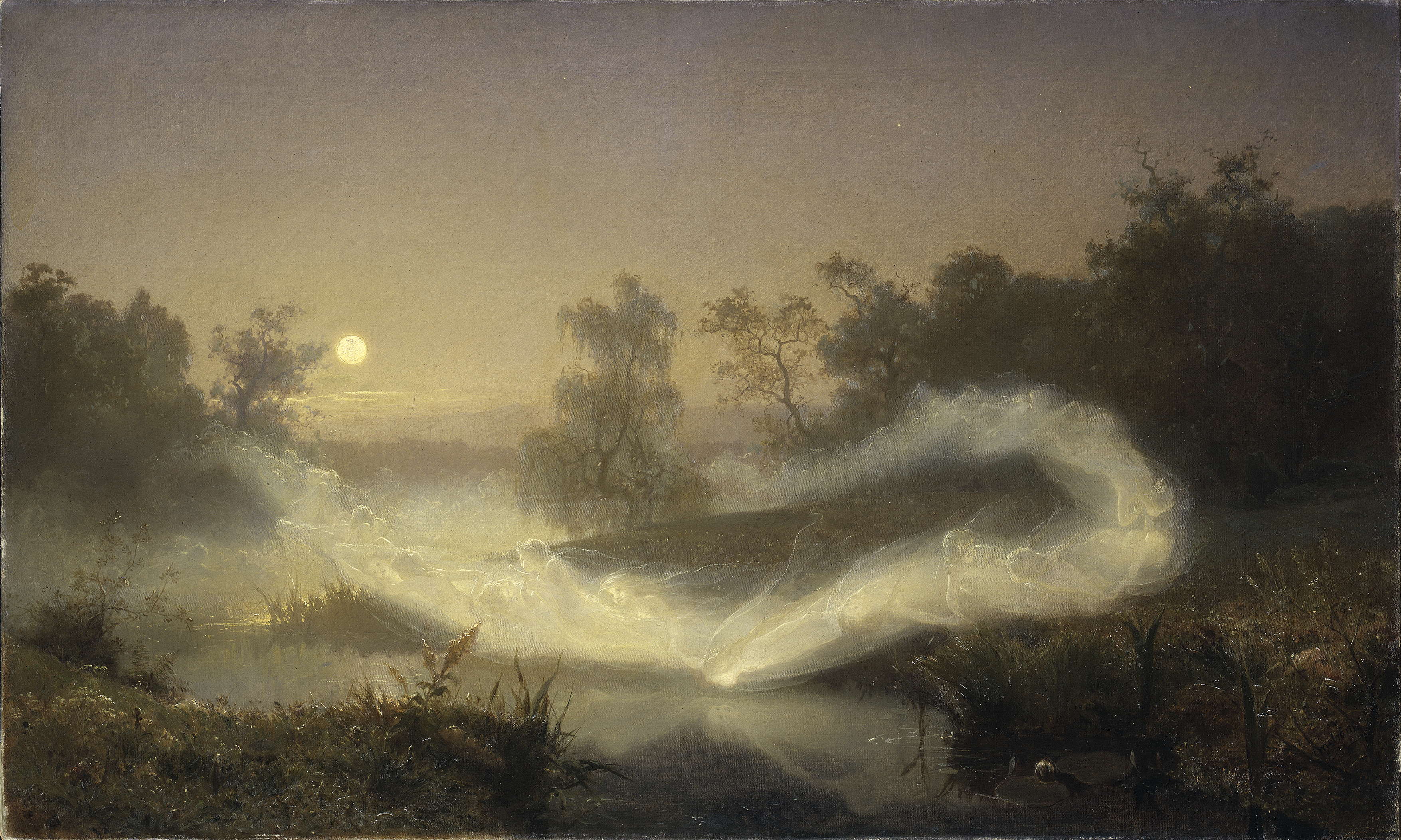
August Malmström, Dancing Fairies, 1866

Le fate amavano danzare nelle notti di plenilunio, e appropriandosi segretamente dei cavalli dei residenti raggiungevano le piazze dei paesi vicini alla loro grotta per ballare con i giovani pastori. Sempre secondo questi ricordi si attribuisce alle fate l'aver introdotto il ballo del "saltarello".
Presso il paese di Rubbiano c'è una località che in ricordo di questi balli (reso "valli" nel dialetto locale) si chiama tutt'oggi "Valleria".
Uscivano prevalentemente di notte, ma dovevano ritirarsi in montagna prima del sorgere delle luci dell'aurora, per non essere escluse dall'appartenere al regno incantato della Sibilla. Si racconta che in una notte, durante la quale si erano attardate nei balli, le fate furono sorprese dall'alba e costrette ad una precipitosa fuga verso la grotta: a questo evento la leggenda fa risalire la formazione della Strada delle Fate, una faglia che attraversa orizzontalmente la costa del monte Vettore intorno a quota duemila metri.
Secondo un'altra versione, le fate fuggirono dalla festa dopo che un uomo, insospettito dallo strano rumore dei piedi delle donne durante le danze, alzò la gonna di una di esse e scoprì le parti caprine.
Secondo una leggenda, uscendo dalla loro grotta, le fate si fermavano presso una stalla per impadronirsi degli equini ed utilizzarli per rapidi spostamenti. Il proprietario dei cavalli insospettito dal ritrovare al mattino le bestie sudate ed affaticate, nonostante la fresca temperatura del ricovero, si appostò per capire cosa succedesse durante la sua assenza e scoprì che erano proprio le fate a servirsi dei suoi animali.
Ancora si racconta che le fate intreccino i crini dei cavalli al pascolo o durante la notte, ed è assolutamente proibito sciogliere queste trecce, onde evitare di incappare in una ripicca da parte delle creature fatate.
Secondo altri racconti le fate si recavano anche a valle per insegnare alle giovani la filatura la tessitura delle lane.
Da questa abitudine delle fate di avere contatti con il mondo che le circondava nasce anche il tema del mito dell'amore che le legava agli uomini. Questi ultimi, una volta entrati in contatto con loro, sarebbero stati sottratti al loro mondo, abbandonando così la sorte di semplici mortali, ed investiti di una sorta di immortalità virtuale che li avrebbe lasciati in vita fino alla fine del mondo, così come succedeva alle fate, ma costretti a vivere nel sotterraneo regno di Alcina.
Le fate sibilline furono demonizzate per lunghi secoli dalle prediche di santi e di frati e costrette a rifugiarsi nelle viscere della montagna e costrette ad entrare a far parte del mondo invisibile. Sempre secondo la ricerca di Polia, gli abitanti delle zone imputano la scomparsa delle fate ad una sorta di scomunica inflitta loro da Alcina che volle punirle per aver incautamente mostrato le loro parti caprine.

#### Retaggi della leggenda

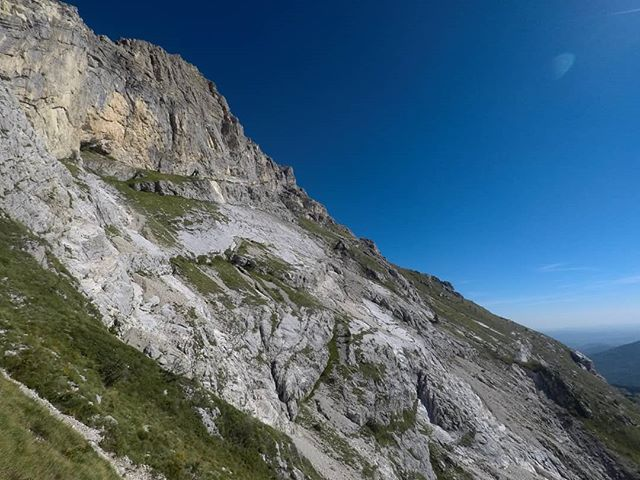
Aia della Regina e Grotta delle Fate di Pretare

Sui monti Sibillini ci sono oggi molti luoghi segnati dal passaggio e dalla leggenda delle fate, infatti, oltre alla grotta della Sibilla e la Grotta delle Fate di Pretare (Monte Vettore), ci sono la Fonte delle Fate (Monte Argentella), i sentieri delle fate e la già citata Strada delle Fate.
A Pretare ancora oggi una rappresentazione detta “La discesa delle fate” custodisce e rievoca la memoria della presenza di queste creature.
Anche in alcuni detti popolari sopravvive il ricordo di queste misteriose creature quando si dice: “Quanto sono belle queste fate, però jè scrocchieno li piedi come le capre.” Polia riporta questa frase nella narrazione del racconto in cui descrive l'avvenenza di queste donne ed il desiderio degli uomini di riaccompagnarle presso la loro dimora.

### Ipotesi sull'origine delle fate
Sono fate la cui storia è indissolubilmente legata alle tradizioni leggendarie e popolari che si originano dalla presenza dell'oracolo della Sibilla Appenninica. Di loro non si ritrovano tracce nei racconti e nei miti del contado ascolano, ma soltanto nelle narrazioni tramandate dal versante umbro, cioè dalle zone di montagna comprese tra il massiccio del Vettore e monte Sibilla.
Erano creature avvezze alle asperità della montagna e, secondo l'antropologo Mario Polia, non sarebbero da considerarsi come figure assimilabili alle creature leggiadre delle tradizioni celtiche, alle donne-elfo della tradizione germanica fatte di luce solare, alle fate delle fiabe che ballano nelle radure dei boschi o alle figure minori delle ninfe greche.
Secondo alcuni, le fate in realtà potrebbero essere state delle donne celtiche, che orfane dei loro guerrieri morti o fatti prigionieri dai Romani nella battaglia di Sentino del 293 a.C., si rifugiarono in migliaia sulle alture umbro-marchigiane dove trovarono ospitalità.
Renzo Roiati le individua come “le Tria Fata”.

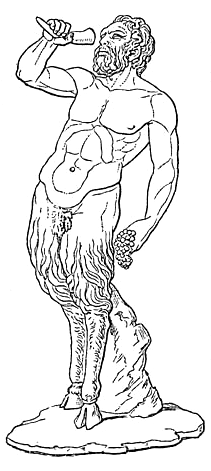
Raffigurazione del dio Pan

#### Le zampe caprine
Il particolare zoomorfo attribuito alle fate potrebbe avere due spiegazioni:
- una demonizzazione dell'immaginario collettivo pagano operato dalla predicazione cristiana potrebbe aver attribuito alle fate, attraverso i piedi di capra, una prerogativa tipica dell'immagine del diavolo, che a partire dal medioevo inizia ad essere raffigurato con le sembianze caprine del dio Pan;
- oppure, ponendo che la figura della fata sia nata come archetipo dell'inconscio collettivo junghiano, e quindi risentirebbe della condensazione del sogno, in essa potrebbero essere confluite l'immagine mitica del femminino divino e un'immagine tipica della società bucolica dei Monti Sibillini, che ha sempre vissuto principalmente di pastorizia.[senza fonte]

#### Riferimenti letterari
Nel Liber octo quaestionum di Giovanni Tritemio (Questio sexta, De potestate maleficarum) è elencata una classificazione dei demoni, tra i quali figurano quelli sotterranei, i quali presentano caratteristiche che a tratti ricorderebbero quelle delle fate sibilline (balli, tesori sotterranei, "infatamenti"):

[...]

Noctibus aliquu de montibus turmatim egressi mirandas stupendasue in campis ducunt choreas: & quali uni ducis metuentes imperium, subito evanescunt ad signum: & ad sua diverticula revertuntur. Interdum nolarum inter eos auditur sonit

[...]

[...]

Talvolta, di notte, escono in moltitudini dalle montagne e inscenano danze meravigliose e spettacolari nei campi, per poi subitamente sparire al comando di uno di loro, di cui temono l'imperio, ritornando così nei loro nascondigli sotterranei. Qualche volta è anche possibile udire, tra le loro schiere, il suono tintinnante di campanelli

[...]

## Spettacoli teatrali
Alla leggenda della Sibilla Appenninica sono anche ispirati i seguenti spettacoli teatrali:
- "La FAVOLOSA STORIA del GUERIN MESCHINO" - spettacolo teatrale e musicale / monologo da cantastorie - con  Mirco Abbruzzetti  - attore poliedrico di teatro e di cinema (a partire dal 2022, regia di Marco Renzi, riallestimento dello spettacolo dell'89 con l'omonimo regista);

- "La storia del Guerrin Meschino", di e con Marco Renzi, musiche di M. Lambertelli, Regia di P. De Santi, (Premio Padova 1989 come miglior spettacolo Teatro d’Attore nell'ambito del “Festival Nazionale del Teatro per i Ragazzi” Città di Padova).
- "Fate Caprine e Cavalieri Erranti. Lezione-spettacolo su Miti e Leggende dei Monti Sibillini", un monologo di e con: Cesar Catà

## La Sibilla nel neopaganesimo italiano
La Sibilla Appenninica è una figura celebrata come una sorta di dea madre e figura positiva anche nel neopaganesimo sincretico-eclettico e paganesimo naturale italiano, e in alcuni ambienti derivati dai movimenti ricostruzionisti o eclettici La Sibilla è vista al pari della cosiddetta Dea o del femminino sacro, avvicinata a volte alla figura di Circe come divinità.